# Timocréon de Rhodes
Timocréon de Ialyssos, dit Timocréon de Rhodes (grec : Τιμοκρέων), est un poète lyrique grec populaire dans les années 480 avant Jésus-Christ, pendant les guerres médiques. Seuls quelques fragments de son œuvre poétique nous sont parvenus, et il a fait l'objet de peu d'attention de la part du monde académique. Il n'a apparemment composé que des vers à destination de beuveries (symposion) qui suivaient les banquets. Sa célébrité réside surtout dans les virulents conflits qui l'ont opposé à Thémistocle et Simonide pour son médisme, qui l'ont amené à être banni de sa terre natale à l'époque de la bataille de Salamine. Il fut également un athlète plutôt réputé et un glouton remarqué,.
Une épitaphe à son intention, citée dans l'Anthologia Palatina, est attribuée à son rival, Simonide : "J’ai beaucoup mangé, beaucoup bu, beaucoup médit. Moi, Timocréon de Rhodes, repose ici    "

## Biographie
Plutarque constitue notre principale source sur les convictions "médisantes" de Timocréon, et son opposition à Thémistocle (Thémistocle, 21), tandis qu'Hérodote, dans ses Histoires (8.111-12), nous fournit les principaux éléments de sa biographie. D'après ces sources, Thémistocle, héros de la bataille de Salamine, abandonna la poursuite des Perses qui se repliaient, pour extorquer de l'argent aux États insulaires grecs de la  mer Égée, ce à l'insu de ses chefs. Timocréon était alors peut-être sur l'île d'Andros, et il aurait payé trois talents d'argent à Thémistocle pour qu'il arrange son retour à Rhodes, dont il avait été exilé. Thémistocle prit l'argent mais dénonça l'accord malgré les liens d'hospitalité les unissant, et qui engageaient une confiance réciproque, en acceptant un pot-de-vin d'un tiers, dans un nouvel accord excluant Timocréon. Prenant la mer avec l'argent du poète, mais sans l'avoir pour autant embarqué, Thémistocle atteignit bientôt l'Isthme de Corinthe, où les chefs grecs s'étaient réunis afin de décider qui d'entre eux méritait « le prix de la valeur » à la suite de leur récente victoire de Salamine. Thémistocle donna un banquet afin d'obtenir les faveurs de ses compagnons, mais ne reçut rien en retour, chaque chef ayant voté pour lui-même (Histoires, 8.123-4). Ces événements sont commémorés par Timocréon dans le fragment 727, composé vers -480 ou quelques années après la Bataille de Salamine, bien que certains jugent ce fragment postérieur à l'ostracisation de Thémistocle d'Athènes en -471.
Dans un témoignage retranscrit par Athénée de Naucratis, Timocréon aurait fini à la cour du roi de Perse, où il se distingua à la fois comme athlète et glouton, mangeant tant que le roi s'enquit personnellement de ses projets, Timocréon lui répondant qu'il se préparait à vaincre un nombre incalculable de Perses. Il tint sa promesse le jour suivant, et après avoir vaincu tous les Perses qui s'étaient présentés à lui, il commença à donner des coups de poing dans le vide, afin de démontrer "qu'il avait tous ces coups en réserve si quiconque voulait se battre". Malgré tout, ces faits sont à relativiser, le manque d'éducation et la gloutonnerie des athlètes constituaient un topos de la comédie grecque.
Selon d'autres témoignages, Thémistocle, ostracisé d'Athènes, finit également par visiter le roi de Perse. Les rumeurs courant sur son médisme permirent à Timocréon de prendre sa revanche, ainsi qu'en attestent les fragments 728 et 729.
Timocréon était également connu comme scholiaste et, selon la Souda, écrivit des pièces dans le style de la Comédie Ancienne. Une scholie célèbre concerne le dieu Ploutos ; Aristophane s'en serait inspiré (cf. fragment 731). On ne sait rien sur ses comédies, et il se peut qu'il ne fut pas un dramaturge, mais qu'il ait simplement composé des poèmes satyriques. Philodème de Gadara (Des Vices, 10.4) le dépeint comme un chanteur vaniteux, ayant donné une chanson sur les Dioscures dans le cadre d'une compétition. Diogénien rapporte deux proverbes employés par Timocréon dans ses vers. Le premier est une fable chypriote, où deux colombes qui s'échappent d'un feu sacrificiel se font par la suite prendre dans un autre (démontrant que les malfaiteurs finissent par rencontrer leur juste destin) ; le deuxième, de Carie, porte sur un pêcheur qui traque un poulpe en mer durant la mauvaise saison, et se demande s'il doit ou non plonger pour l'attraper, face au dilemme de voir ses enfants mourir de faim, ou de mourir lui-même de froid. Ce dernier proverbe fut par la suite repris par Simonide, dont la rivalité avec Timocréon semble avoir inspiré l'épitaphe abusive et la réplique épigrammatique du poète rhodien (A.P. 13.31).

## Œuvre

### Fragment 727 PMG
Le fragment 727 PMG est le plus long poème attribué à Timocréon. Il est cité par Plutarque dans une biographie de Thémistocle, tout comme les fragments 728 et 729. Il commence comme un éloge à l'égard d'Aristide le Juste, puis tourne rapidement à la dénonciation de Thémistocle.
ἀλλ᾽ εἰ τύ γε Παυσανίαν ἢ καὶ τύ γε Ξάνθιππον αἰνεῖς

ἢ τύ γε Λευτυχίδαν, ἐγὼ δ᾽ Ἀριστείδαν ἐπαινέω
                         
ἄνδρ᾽ ἱερᾶν ἀπ᾽ Ἀθανᾶν

ἐλθεῖν ἕνα λῷστον: ἐπεὶ Θεμιστοκλῆ ἤχθαρε Λατώ,

ψεύσταν, ἄδικον, προδόταν, ὃς Τιμοκρέοντα ξεῖνον ἐόντα

ἀργυρίοισι κοβαλικοῖσι πεισθεὶς οὐ κατᾶγεν

πάτρίδ᾽ Ἰαλυσόν εἰσω,

λαβὼν δὲ τρί᾽ ἀργυρίου τάλαντ᾽ ἔβα πλέων εἰς ὄλεθρον,

τοὺς μὲν κατάγων ἀδίκως, τοὺς δ᾽ ἐκδιώκων, τοὺς δὲ καίνων·

ἀργυρίων ὑπόπλεως, Ἰσθμοῖ γελοίως πανδόκευε
  
ψυχρὰ τὰ κρεῖα παρίσχων·

οἱ δ᾽ ἤσθιον κηὔχοντο μὴ ὥραν Θεμιστοκλεῦς γενέσθαι.
Le poème est traditionnellement davantage pris en considération par les historiens que par les critiques littéraires, qui ont souligné son manque d'élégance et d'esprit, et son étrange inclusion d'éléments de lyrique chorale. Les éléments de lyrique chorale possèdent une métrique dactylo-épitrite, et ce qui apparaît comme une structure triadique,. Maurice Bowra considère ce fragment comme un "poème étrange et dérangeant". Un autre érudit fit un parallèle avec l'Artémon d'Anacréon, tout en trouvant plus de grâce et d'esprit à l'œuvre de ce dernier. Néanmoins, l'analyse littéraire du poème n'a pas livré de résultat consensuel et convaincant, celle-ci reposant sur l'interprétation du ton du poème. La référence à Léto est obscure, mais peut-être est-elle en rapport avec Salamine, ou bien peut-être la maîtresse de Zeus avait-elle un temple à Corinthe.

### Fragment 728
Μοῦσα τοῦδε τοῦ μέλεος

κλέος ἀν᾽ Ἕλλανας τίθει,

ὡς ἐοικὸς καὶ δίκαιον.
Ces lignes introduisaient, selon Plutarque, les dénonciations de Timocréon les plus acides au sujet de Thémistocle.

### Fragment 729
οὐκ ἄρα Τιμοκρέων μόνος

Μήδοισιν ὁρκιατομεῖ,

ἀλλ᾽ ἐντὶ κἆλλοι δὴ πονη-

ροί κοὐκ ἐγὼ μόνα κόλου-

ρις· ἐντὶ κἄλλαι ᾽λώπεκες.
La référence à une queue amputée est traditionnellement associée à une malformation dont le poète aurait souffert. Plutarque identifie Thémistocle comme étant l'un des méchants (πονηροί) dont il est fait mention dans le poème.

### Fragment 731
ώφελέν σ᾽ ὦ τυφλὲ Πλοῦτε

μήτε γᾖ μήτ᾽ ἐν θαλάσσῃ

μήτ᾽ ἐν ἠπείρῳ φανῆμεν

ἀλλὰ Τάρταρόν τε ναίειν

κ᾽Αχέροντα· διὰ σὲ γὰρ πάντ᾽

   αἰὲν ἀνθρώποις κακά.
Ces vers figurent dans une scholie (commentaire) sur une pièce d'Aristophane. Il semblerait que ces vers aient été imités par Aristophane dans ses Acharniens (lignes 532-6)

### A. P. 13.31
Κηία με προσῆλθε φλυαρία οὐκ ἐθέλοντα

οὐ θέλοντα με προσῆλθε Κηία φλυαρία.,
Que l'on pourrait traduire par :

"De Kéa me parvient une ineptie : c’est non ;    

Non à ce qui vient de Kéa – une ineptie    ”

Ce distique est listé parmi les "curiosités métriques" transcrites au sein de l'Anthologia Palatina (il s'agit d'un hexamètre suivi d'un tétramètre trochaïque), et il s'agit peut-être de la réponse de Timocréon à l'épitaphe de Simonide. Simonide était originaire de Céos (Kéa).